# Phyllodactylus interandinus
Phyllodactylus interandinus är en ödleart som beskrevs av  Dixon och HUEY 1970. Phyllodactylus interandinus ingår i släktet Phyllodactylus och familjen geckoödlor. IUCN kategoriserar arten globalt som livskraftig. Inga underarter finns listade i Catalogue of Life.